# 고보정
고보정(御坊町)은 와카야마현 히다카군에 있던 정이다. 현재의 고보시 중심부에 해당한다.

## 역사
- 1889년 4월 1일 - 정촌제 시행에 의해 4촌의 구역을 가지고 성립하였다.
- 1897년 2월 1일 - 정으로 승격해 고보정이 되었다.
- 1954년 4월 1일 - 유카와촌, 후지타촌, 노구치촌, 나다촌, 시오야촌과 합병해 고보시가 성립하여, 동일 고보정은 폐지되었다.

## 교통

### 철도
- 고보 임항철도 (현 : 기슈 철도선)
  - 고보 임항철도선

### 도로
- 국도 제170호선 국도 제42호선

## 참고문헌
- 大日本篤農家名鑑編纂所編『大日本篤農家名鑑』大日本篤農家名鑑編纂所、1910年。
- 日本自治協会編『市町村治績録 改訂第2版』日本自治協会、1930年。
- 交詢社編『日本紳士録 第44版』交詢社、1940年。
- 『가도카와 일본 지명 대사전 30 和歌山県』